# Gorenje
Gorenje, d.d. – jedno z największych słoweńskich przedsiębiorstw przemysłowych. Zajmuje się produkcją artykułów gospodarstwa domowego.

## Historia
Przedsiębiorstwo zostało założone w 1950 roku w małej wsi Gorenje i początkowo produkowało maszyny rolnicze oraz materiały budowlane, a od roku 1958 kuchenki węglowe. Rozwój przedsiębiorstwa zaznacza się od momentu przeniesienia produkcji do hal kopalni Velenje. Po pewnym czasie rozpoczęto budowę nowych hal w miejscu dzisiejszej lokalizacji fabryki. Od lat 60. XX wieku przedsiębiorstwo wzbogaciło swoją ofertę o pralki i chłodziarki.
W latach 1962–1990 zaznacza się intensywny rozwój przedsiębiorstwa. Podjęta zostaje produkcja mebli kuchennych, ceramiki, aparatury medycznej, aparatury telekomunikacyjnej, elektroniki użytkowej (m.in. telewizorów). Filozofią rynkową stało się Wszystko dla domu. W latach 70. XX wieku przedsiębiorstwo zatrudniało ponad 20 tys. osób, a jego fabryki rozsiane były po całym terenie ówczesnej Jugosławii.
W latach 90. XX wieku przedsiębiorstwo przeżywa trudności związane m.in. z rozpadem Jugosławii. Zostaje dokonana restrukturyzacja i zmiana struktury własnościowej. Zakres produkcji ograniczono do artykułów gospodarstwa domowego. W roku 1997 przedsiębiorstwo zostaje przekształcone w spółkę publiczną.
W czerwcu 2018 r. chiński koncern elektroniczny Hisense nabył 95% udziałów większościowych w Grupie Gorenje.